# Munida chacei
Munida chacei is een tienpotigensoort uit de familie van de Munididae. De wetenschappelijke naam van de soort is voor het eerst geldig gepubliceerd in 1992 door de Melo-Fihlo & de Melo.